# اخشوا الموتى السائرون (الموسم الثاني)
الموسم الثاني من مُسلسل الرعب والدراما الأمريكي اخشوا الموتى السائرون، بدأ عرضهُ في 10 أبريل، 2016، على قناة «AMC». وإحتوى على 15 حلقة، إنتهى عرضهُ في 2 أكتوبر، 2016.

## الممثلين والشخصيات

### شخصيات رئيسية
- كيم ديكنز بدور ماديسون كلارك
- كليف كورتس بدور ترافيس ماناوا
- فرانك ديلان بدور نيك كلارك
- اليشا ديبنام كيري بدور اليشا كلارك
- اليزابيث رودريجيز بدور ليزا أورتيز
- مرسيدس ماسون بدور أوفيليا سالازار
- لورينزو جيمس هنري بدور كريستوفر ماناوا
- روبين بليدز بدور دانييل سالازار

## الحلقات
مقالة مفصلة: قائمة حلقات اخشوا الموتى السائرون
| التسلسل الإجمالي | تسلسل الموسم | عنوان الحلقة "بالإنجليزية" | إخراج           | كتابة                        | تاريخ العرض    | عدد المشاهدين (بالمليون) |
| ---------------- | ------------ | -------------------------- | --------------- | ---------------------------- | -------------- | ------------------------ |
| 7                | 1            | «Monster»                  | آدم ديفيدسون    | ديف إيريكسون                 | 10 أبريل 2016  | 6.67                     |
| 8                | 2            | «We All Fall Down»         | آدم ديفيدسون    | بريت سي. ليونارد وكايت بارنو | 17 أبريل 2016  | 5.58                     |
| 9                | 3            | «Ouroboros»                | ستيفان شوارتز   | آلان بيج                     | 24 أبريل 2016  | 4.73                     |
| 10               | 4            | «Blood in the Streets»     | مايكل ابيندال   | كايت إيريكسون                | 1 مايو 2016    | 4.80                     |
| 11               | 5            | «Captive»                  | كريغ زيسك       | كارلا تشينغ                  | 8 مايو 2016    | 4.41                     |
| 12               | 6            | «Sicut Cervus»             | كيت دينيس       | برايان باكنر                 | 15 مايو 2016   | 4.49                     |
| 13               | 7            | «Shiva»                    | أندرو بيرنشتاين | ديفيد وينر                   | 22 مايو 2016   | 4.39                     |
| 14               | 8            | «Grotesque»                | دانييل ساكهايم  | كايت بارنو                   | 21 أغسطس 2016  | 3.86                     |
| 15               | 9            | «Los Muertos»              | ديبورا تشاو     | آلان بيج                     | 28 أغسطس 2016  | 3.66                     |
| 16               | 10           | «Do Not Disturb»           | مايكل ماكدونو   | لورين سيغنورينو              | 4 سبتمبر 2016  | 2.99                     |
| 17               | 11           | «Pablo & Jessica»          | أوتا برايسويتز  | كايت إيريكسون                | 11 سبتمبر 2016 | 3.40                     |
| 18               | 12           | «Pillar of Salt»           | جيراردو نارانخو | كارلا تشينغ                  | 18 سبتمبر 2016 | 3.62                     |
| 19               | 13           | «Date of Death»            | كريستوفر شروي   | برايان باكنر                 | 25 سبتمبر 2016 | 3.49                     |
| 20               | 14           | «Wrath»                    | ستيفان شوارتز   | كايت بارنو                   | 2 أكتوبر 2016  | 3.67                     |
| 21               | 15           | «North»                    | أندرو بيرنشتاين | ديف إيريكسون                 | 2 أكتوبر 2016  | 3.05                     |

## التصنيف
| الموسم | الموسم | حلقة 1 | حلقة 2 | حلقة 3 | حلقة 4 | حلقة 5 | حلقة 6 | حلقة 7 | حلقة 8 | حلقة 9 | حلقة 10 | حلقة 11 | حلقة 12 | حلقة 13 | حلقة 14 | حلقة 15 | معدل الموسم |
| ------ | ------ | ------ | ------ | ------ | ------ | ------ | ------ | ------ | ------ | ------ | ------- | ------- | ------- | ------- | ------- | ------- | ----------- |
|        | 2      | 6.67   | 5.58   | 4.73   | 4.80   | 4.41   | 4.49   | 4.39   | 3.86   | 3.66   | 2.99    | 3.40    | 3.62    | 3.49    | 3.67    | 3.05    | 4.18        |

## الإصدار المنزلي
صدر الموسم الثاني من مسلسل اخشوا الموتى السائرون على قرص مدمج (DVD، وBlu-ray) في 13 ديسمبر، 2016.

## وصلات خارجية
- الموقع الرسمي
- قائمة حلقات اخشوا الموتى السائرون (الموسم الثاني)  على قاعدة بيانات الأفلام على الإنترنت